# Arã I da Cilícia
Aram (em armênio: Արամ; romaniz.: Aram; nascido: Bedros Keshishian, em armênio/arménio:  Պետրոս Քէշիշեան; 8 de março de 1947 (78 anos), Beirute, Líbano), é o primaz do Catolicato da Grande Casa da Cilícia desde 1995 e reside em Antelias, no Líbano.